# Eria linearifolia
Eria linearifolia là một loài thực vật có hoa trong họ Lan. Loài này được Ames mô tả khoa học đầu tiên năm 1921.